# مقتل الغزال المقدس
مقتل الغزال المقدس (بالإنجليزية: The Killing of a Sacred Deer)‏ هو فيلم رعب نفسي تم إصداره عام 2017، من إخراجه يورغوس لانثيموس. وسيناريو وتأليف لانثيموس وإيفثيم فيليبو. وبطولة كولين فاريل، نيكول كيدمان، باريكيوغان، رافيكاسيدي، صاني صالجيك، اليسيا سيلفيرستون، وبيل كام. القصة مأخوذة عن المسرحية اليونانية القديمة «ايڤيجينا في أُليس» ليوربيدس. 
رُشح الفيلم لينافس علي جائزة السعفة الذهبية في المنافسة الرئيسية في مهرجان كان السينمائي 2017. بدأ عُرض الفيلم في الولايات المتحدة يوم 20 أكتوبر 2017، من قبل شركة الإنتاج إيه 24، وفي المملكة المتحدة وأيرلندا في 3 نوفمبر 2017، من قبل شركة كروزنارتيفيشالآي. تلقي الفيلم العديد من المراجعات الإيجابية وحصد حوالي 4.7 مليون دولار عالميًا.
يتناول الفيلم قصة جراح قلب (فاريل) يقوم سرا بمصادقة صبي مراهق (كيوغان) مع وجود صلة بماضيه. يقوم الجراح بتقديم الصبي لعائلته، والذي يبدأ في السقوط في ظروف غامضة.

## القصة
ستيفن مورفي، جراح قلب ماهر، انتهي للتو من عملية قلب مفتوح، ثم ذهب للعشاء حيث يقابل الصبي المراهق والذي يدعي مارتن. ولكن طبيعة العلاقة المحددة بينهم غير واضحة إلى الآن. وبعد ذلك عاد ستيفن للمنزل لزوجته «آنا» وأولاده«كيم وبوب». في اليوم التالي، كشف ستيفن عن حقيقة علاقته بمارتن مدعيا ذلك انه زميل الدراسة لطفله كيم، وذلك عندما أتي مارتن بدون سابق إنذار إلي ستيفن في المستشفي. وفضل ستيفن ان يخبر زوجته آنا سرا ان والد مارتن قد توفي اثر حادث سيارة منذ عشرة سنوات. ولذلك يهتم لأمره ويود مساعدته فقط. وبناء على اقتراح ستيفن لدعوة مارتن علي العشاء، أتي مارتن لمنزل هو الذي يبدو أن كيم تجاذب معه أطراف الحديث بشكل خاص.   
و لرد الجميل، دعا مارتن بدوره ستيفن للعشاء أيضا في منزل والدته، وحين هم الأخير للمغادرة، أصر مارتن أن يبقي ويشاهد معه فيلم. وبمنتصف الفيلم ذهب مارتن لتأتي والدته محاولة إغواء ستيفن ولكنه رفض ذلك سريعا وعاد لمنزله. وفي الأيام التالية، تزايدت بشكل مبالغ ويائس محاولات مارتن الاتصال بستيفن إلا انه لم يجبه. وفي صباح يوم، استيقظ بوب ووجد انه لا يستطيع الشعور بقدمه حيث أصبح مشلولا، فأسرع ستيفن وآنا بأخذه إلي المستشفى، وخضع بوب للكثير من الفحوصات العصبية إلا أن جميعها أثبتت انه لا يعاني من شيء جسديا. فبالرغم من شفاء بوب السريع، إلا انه لا يملك القدرة على الحركة بعد. وبينما يميل مورفي الأكبر إلى بوب يلتقي كلا من كيم ومارتن في موعد.  
صباحاً، قام مارتن بزيارة بوب في المستشفى واحتج ان ستيفن تحدث معه علي انفراد. ورجع الاثنان الي المقهي حيث كشف مارتن حقيقة أن والده لم يتوفي في الحال –مثلما أخبر ستيفن زوجته – لكنه توفي أثناء إجراء عملية جراحية علي يد ستيفن نفسه بعد الحادث. حيث اخفق ستيفن في إنقاذ حياة والد مارتن وقال الصبي بصراحة لستيفن أنه يضع اللوم في موت الوالد علي الجراح. وشرح الصبي بعد ذلك انه للوصول ”للتعادل “ لما حدث من تدمير العائلة يجب علي ستيفن حتما ان يقتل أحد افراد عائلته بنفسه. واستكمل مارتن شارحا انه وضع اللعنة علي عائلة مورفي التي ستقتلهم تدريجياً خلال سلسلة من المراحل إذا لم يتخذ ستيفن قراره بقتل احدهم؛ والشلل سيكون أول هذه المراحل الاربعة. وحاول ستيفن أن يرفض هذه الادعاءات – التي تبدو علي الاغلب انها وحشية –لكنه بعد ذلك صرع برفض بوب للطعام فعلاً، وهذه هي المرحلة الثانية من لعنة مارتين. وفقدت كيم القدرة علي تحريك ساقيها أثناء تمرين الفرقة الموسيقية وهي ايضاً لا تأكل.
استقبلت كيم إتصال تلفوني من مارتين في المستشفى. وأثناء المحادثة –أستعادت كيم القدرة علي تحريك ساقيها بشكل مفاجئ – وبعد انقطاع الاتصال فقدت الحركة مرة أخرى. وعلي ما يبدو أقتنعت آنا بقدرة مارتن لما حدث، لذلك سافرت مباشرة الي بيته حتي تسأله لماذا يجب عليها هي وأطفالها تحمل عواقب الخطأ الذي ارتكبه ستيفن. لكن لم يجبها مارتن المذنب – الذي لم يتب بعد – فقط أشار ببساطة قائلاً ”هذا هو الشئ الوحيد الذي أفكر حياله، فهذا قريب من العدالة “. وبعد ذلك شكت آنا أن زوجها السابق السكير كان ثملا يوم العملية ومن ثم تحدثت مع الطبيب الذي قام بتخدير ستيفن – الذي أكتشف أنه في صباح هذا اليوم تعاطي ستيفن بعض المشروب –مع آنا وجنسيا رضي به كبديل للخيار – حيث كان لديهم خيار آخر. ومحاولة كيم لإنقاذ نفسها بالسفر إلى الجزئ السفلي لتري مارتن، تطلب منه أن يحررها مرة آخري ولذلك يمكنهم الهروب معا. باقت خطتها بالفشل وحاولت أن تهرب بإلقاء نفسها من خلال الجيران، لكن أنقذها كلا من ستيفن وآنا. وفي الصباح قامت آنا بإطلاق سراح مارتين بينما كان ستيفن نائما، حيث اشارت الي ان الاحتفاظ به كأسير ليس له فائدة. بعد ذلك اليوم، بدءت عيني بوب بالنزيف وهذه هي المرحلة الأخيرة من اللعنة؛ مرحلة ما قبل الموت. بدلا من الاختيار، قام ستيفن بربط كيم وبوب وآنا بسلاسل في حجرة المعيشة وقام بتغطية أياديهم ثم سحب القناع الاسود الصوفي وغطي به وجهه. وبعد ذلك حمل بندقية وأدارها بدون وعي ثم أطلق النار. أول طلقتان لم يصيبا أحد ولكن الثالثة أصابت بوب في قلبه وقتلته.
بعد مرور بعض الوقت، قامت العائلة بزيارة نفس المقهي الذي تقابل فيه سابقا كلا من ستيفن ومارتن حيث جلس الجميع في صمت ودخل مارتين ونظر محدقا بهم؛ أغلق هو عينيه وأغلق كل فرد في العائلة عينه سريعا ولكن كيم بدءت في تناول العشاء قبل أن يقفوا ليغادورا المكان. ومارتين ينظر اليهم وهم يتجهون صوب الباب. 
  

## الممثلون
- كولين فاريل في دور ستيفن وزوج آنا ووالد كلا من بوب وكيم.
- نيكول كيدمان في دور آنا مورفي وزوجة ستيفن ووالدة كلا من بوب وكيم.
- باري كيوغان في دور مارتين وهد مراهق قابل ستيفن.
- بافي كاسيدي في دور كيم مورفي وبنت كلا من ستيفن وآنا وأخت بوب.
- ساني سوليجس في دور بوب مورفي وابن كلا من ستيفن وآنا وأخ كيم.
- أليسيا سيلفرستون في دور والدة مارتن
- بيل كامب في دور ماثيو طبيب التخدير

## الإنتاج
في 11 مايو أٌعلن عن تواصل كولن فاديل مع يورغوس لانثيموس لمناقشه سيناريو كتبه مع إفثيميز فليبيو.  في يونيو 2016 انضمت نيكول كيدمان لطاقم الفيلم، وفي أغسطس 2016 انضمت اليسا سيلفر ستون ورافي كاسيدي وبيل كامب وباري كوجان وكذلك أيضا ساني مالجيك.

## التصوير السينمائي
اعتباراً من 23 أغسطس 2016، بدأ التصوير الرئيسي للفيلم سينيسناتي، والتصوير في مستشفى المسيح. وصورت بعض المشاهد في حديقة هايديبارك واحياء جانبية شمالية. وصورت مشاهد المدرسة في مدرسة بورغر بيكون الثانوية. 

## إذن النشر
في مايو 2016، حصلت الشركة من الولايات المتحدة الأمريكية علي حقوق لتصوير الافلام. في نفس الشهر اكتسبت محكمة هوت الحقوق الفرنسية. كان العرض الأول لفيلمها في مهرجان كان السينمائي يوم 22 مايو عام 2017.  فاز لانثيموس وفيليبو بافضل جائزة نص سينمائي في هذا الاحتفال.
تم إصدرا الفيلم بشكل مسرحي في الولايات المتحدة الأمريكية في 20 أكتوبر 2017. وفي المملكة المتحدة إيرلندا في 3 نوفمبر 2017. 

## الاستقبال النقدي
علي موقع ويب المجمع روتين توماتوز حصل الفيلم علي تصنيف مقبول 79٪، استناداً الي 234 تقيم بمتوسط 707\10. يقول الإجماع النقدي للموقع ” مقتل الغزال المقدس ويستمر يورغوس لانثيموس بالعناد مرة آخري بانه موهبة لا يجب تجاهلها “. الذي يعين تصنيف طبيعي أن يكون للفيلم معدل متوسط مرجح يبلغ 73 من 100 استناداً الي 45 ناقدا مما يشير الي ” مراجعات مواتية بشكل عام.

## روابط خارجية
- مقتل الغزال المقدس على موقع IMDb (الإنجليزية)
- مقتل الغزال المقدس على موقع ميتاكريتيك (الإنجليزية)
- مقتل الغزال المقدس على موقع روتن توميتوز (الإنجليزية)
- مقتل الغزال المقدس على موقع قاعدة بيانات الأفلام العربية
- مقتل الغزال المقدس على موقع ألو سيني (الفرنسية)
- مقتل الغزال المقدس على موقع Turner Classic Movies (الإنجليزية)
- مقتل الغزال المقدس على موقع أول موفي (الإنجليزية)
- مقتل الغزال المقدس على موقع بوكس أوفيس موجو (الإنجليزية)
- مقتل الغزال المقدس على موقع فيلمافينيتي (الإسبانية)
- مقتل الغزال المقدس على موقع قاعدة بيانات الأفلام السويدية (السويدية)